# Paavo Liettu
Paavo Liettu (* 16. Mai 1905 in Keuruu; † 4. September 1964 in Tampere) war ein finnischer Speerwerfer.
Bei den Olympischen Spielen 1928 in Amsterdam wurde er Vierter mit 63,86  m.
Seine persönliche Bestleistung von 66,54 m stellte er am 16. August 1931 in Helsinki auf.